# Generació del 68
La Generació de 1868 és una constel·lació d'escriptors espanyols, principalment novel·listes, que va començar a escriure a partir de la Gloriosa o Revolució de 1868, quan les condicions polítiques a Espanya van poder alliberar la pressió de la censura isabelina.

## Components
La denominació va ser encunyada en un article per Leopoldo Alas, "Clarín", i designa als qui van començar a publicar les seves primeres obres entre 1868 i 1889. La nòmina d'autors més acceptada inclou Pedro Antonio de Alarcón (1833-1891), Joaquín Dicenta (1862-1917), José María de Pereda (1833-1906), Benito Pérez Galdós (1843-1920), Emilia Pardo Bazán (1851-1921), Leopoldo Alas (1852-1901), Juan Valera y Alcalá Galiano (1824-1905) i Armando Palacio Valdés (1853-1938).

## Característiques
Com a grup, les característiques que els defineixen són la consciència de classe burgesa, l'estètica del Realisme, l'optimisme (que més tard tornarà al pessimisme, per la revolució de 1868.
A nivell individual cadascun presenta un estil propi, però fundat en el paràgraf ampli de complexa sintaxi. De tots els autors d'aquest grup, Alarcón és l'únic que presenta alguns trets heretats del Romanticisme, sobretot el costumisme més romàntic. Aquesta influència s'aprecia clarament a Cuentos amatorios (1881), Historias nacionales (1881) i Narraciones inverosímiles (1881).